# Jung Woo-sung
Jung Woo-sung (* 20. März 1973 in Seoul) ist ein südkoreanischer Schauspieler und Filmregisseur. Er wurde bei den Blue Dragon Awards dreimal mit dem Popularitätspreis ausgezeichnet.

## Leben
Jung Woo-sung tritt seit 1994 als Schauspieler in Erscheinung und war bislang in mehr als 20 Produktionen zu sehen.
2001 übernahm Jung die Hauptrolle in der koreanisch-chinesischen Co-Produktion Musa – Der Krieger. In dem Film spielt er einen Sklaven zur Zeit der Ming-Dynastie, der eine chinesische Prinzessin (gespielt von Zhang Ziyi) befreit.
2004 spielte er in dem bekannten Liebesfilm A Moment to Remember einen Architekten, der sich in eine vergessliche Frau (gespielt von Son Yejin) verliebt und diese heiratet. Als ihre Vergesslichkeit schlimmer wird und sie einen Arzt aufsucht, stellt sich heraus, dass sie an Alzheimer leidet. Jungs Rolle kümmert sich liebevoll um sie. Doch sie will keine Belastung für ihn werden. Der Film war der fünfterfolgreichste Film des Jahres in Südkorea und erlangte große Popularität in ganz Asien, vor allem Japan.
In der Western-Komödie The Good, the Bad, the Weird (2008) spielt Jung den Guten und erhielt für seine Leistung den Asian Film Award als bester Nebendarsteller.
2010 spielte er an der Seite von Michelle Yeoh die Hauptrolle in dem Kung-Fu-Film Dark Stone von John Woo.
2013 spielte Jung den Antagonisten in dem Thriller Cold Eyes. Darin spielt er einen erfahrenen Verbrecher, der Bankeinbrüche organisiert.

## Filmografie (Auswahl)

### Filme
- 1994: The Fox with Nine Tails (구미호 Gumiho)
- 1996: Born to Kill (본 투 킬)
- 1996: Shanghai Grand (新上海灘)
- 1997: Beat (비트)
- 1997: Motel Cactus (모텔 선인장 Motel Seoninjang)
- 1998: City of the Rising Sun (태양은 없다 Taeyang-eun Eopda)
- 1999: Deep Water Mission (auch Phantom: The Submarine, original: 유령 Yuryeong)
- 1999: Love (러브)
- 2001: Musa – The Warrior (무사)
- 2003: Mutt Boy (똥개 Ttonggae)
- 2004: A Moment to Remember (내 머리 속의 지우개 Nae Meori Sok-ui Jiugae)
- 2005: Sad Movie (새드무비)
- 2006: The Triangle (데이지, Daisy)
- 2006: The Restless (중천 Jungcheon)
- 2007: Close to You (Kurzfilm)
- 2008: The Good, the Bad, the Weird (좋은 놈, 나쁜 놈, 이상한 놈)
- 2009: Present (Kurzfilm)
- 2009: A Season of Good Rain (호우시절 Ho U Sijeol)
- 2010: Dark Stone – Reign of Assassins (劍雨 Jiàn Yǔ)
- 2011: Friends & Love (Kurzfilm)
- 2013: Cold Eyes (감시자들 Gamsijadeul)
- 2014: The Divine Move (신의 한수 Sin-ui Hansu)
- 2014: Madam Bluff (마담 뺑덕)
- 2016: Asura – The City of Madness
- 2017: The King
- 2017: Steel Rain
- 2018: Illang: The Wolf Brigade
- 2020: Steel Rain 2: Summit (강철비 2: 정상회담 Gangcheolbi 2: Jeongsanghoedam)
- 2022: Hunt
- 2023: 12.12: The Day (Movie)

### Fernsehserien
- 1995: Asphalt Man (아스팔트 사나이, SBS)
- 1996: Gomtang (곰탕, SBS)
- 1996: 1.5 (MBC)
- 2010: Athena: Goddess of War (아테나: 전쟁의 여신, SBS)
- 2011: Good Life ~Arigatou, Papa. Sayonara~ (Episoden 6 & 7, Fuji TV)
- 2011: Padam Padam… The Sound of His and Her Heartbeats (빠담빠담… 그와 그녀의 심장박동소리, jTBC)
- 2023: Tell me that you Love me